# Lygropia rheumatica
Lygropia rheumatica is een vlinder uit de familie van de grasmotten (Crambidae). De wetenschappelijke naam van deze soort is voor het eerst gepubliceerd in 1936 door Edward Meyrick.
De soort komt voor in Congo-Kinshasa.